# Donjeck
Donjeck  (ukr. Донецьк / Donec'k, rus. Доне́цк / Donjeck) je najveći grad istočne Ukrajine, koji leži na rijeci Kaljmius. Grad predstavlja administrativno središte Donjecke oblasti i smatra se neslužbenim glavnim gradom ekonomske i kulturne regije Donbas (Donbaška regija). 
Prema popisu stanovništva iz 2007. godine u gradu živi 1.100.700 stanovnika (s bližom okolicom: 1.566.000 stanovnika), a većinu stanovnika u podjednakom broju čine Ukrajinci (46,65 %) i Rusi (48,15 %), koji su taj prostor počeli naseljavati još od samog osnutka, Rusi posebno nakon osnivanja Sovjetskoga Saveza.
U vrijeme proruskih prosvjeda u Donjecku, dio stanovnika tog grada pokrenuo je oružanu pobunu. Pobunjenici su osnovali tzv. Narodnu Republiku Donjeck te zatražili da budu dio Rusije.

## Osnovne značajke
Grad je 1869. osnovao velški biznismen John Hughes, koji je izgradio tvornicu za obradu metala i nekoliko rudnika ugljena u široj regiji. U samom početku grad je stekao ime Juzivka, za vrijeme Sovjetskoga Saveza grad je prema Staljinu 1924. preimenovan u Staljino, prethodno je nakratko imenovan kao Trock u čast sovjetskom lideru Lavu Trockom. Tek je 1961., nakon smrti Staljina i početka destaljinizacije, grad stekao ime po lokalnoj rijeci Donec, i to je ime zadržao do danas.
Grad Donjeck je do danas ostao i predstavlja središte industrije za proizvodnju ugljena i čelika u Ukrajini. Nakon 1998. osnovana je posebna poslovna zona za Donjecku oblast i grad Donjeck. Grad je ujedno dom dva profesionalna nogometna kluba koji se natječu u ukrajinskoj prvoj ligi. Turističke posjetitelje može posebno zanimati donjecka Katedrala Isusova preobraženja (Svetopreobraženska katedralna saborna crkva), Donjecko nacionalno sveučilište, Donjecki gradski muzej i slične atrakcije. Donjeck je danas 5. grad po veličini u Ukrajini.
Građani Donjecka uglavnom se služe ruskim jezikom, koji je predstavljao službeni jezik u sovjetsko vrijeme aktivnog naseljavanja grada, ukrajinskim jezikom se služi oko 25% stanovnika, tako da se prema potrebi može sporazumjeti s oba jezika.

## Zemljopis i klima
Donjeck leži na stepskom prostoru istočne Ukrajine, okružen raštrkanom šumom, brjegovima, rijekama i jezerima. Prostor sjeverno od grada uglavnom se koristi u poljoprivredne svrhe. Građani Donjecka često posjećuju obalu Azovskog mora, koja se nalazi južno od grada, udaljena oko 95 kilometara. Grad je okružen širim pojasom velikih poljoprivrednih imanja.
Grad se proteže sa sjevera prema jugu dužinom od 28 kilometara i od istoka prema zapadu dužinom od 55 kilometara. U mjestu postoje dva obližnja rezervoara: Nižnekaljmius (60 ha) i Donjecki bazen (206 ha). Gradom protječe ukupno 5 rijeka, uključujući Kaljmius, Asmolivka (13 km), Čerepaškina (23 km), Skomoroška i Bahmutka. Grad također leži na ukupno 125 rudnih nalazišta.
Klima grada Donjecka je umjereno kontinentalna i prosječne temperature kreću se od −5 °C u siječnju do +18 °C u lipnju. Prosječna količina padalina godišnje iznosi 556 mm, a broj s uglavnom kišnim padalinama prelazi 162 dana.

## Povijest grada
Grad Donjeck je osnovao velški biznismen John Hughes 1869. pod imenom Juzovka. Godine 1961. grad je stekao novo ime Donjeck po lokalnoj rijeci Donec u istočnoj Ukrajini i to je ime zadržao do danas. Tijekom Ruske revolucije i stvaranja Ukrajinske Narodne Republike, grad je stekao status boljševičkog glavnog grada u sklopu sovjetske Ukrajine.
Godine 1924. u gradu je živjelo 63.708 stanovnika, a već sljedeće godine grad su naselili mnogobrojni ruski doseljenici koji su broj podigli na 80.085 stanovnika. Grad je sve do 1931. godine imao problema s dovodom pitke vode, kada je izgrađen sustav navodnjavanja u dužini od 55,3 kilometara.  
Odmah nakon Velike gladi na Ukrajini, tijekom srpnja 1933., grad je postao administrativno središte Donjecke oblasti i započeta je ubrzana industrijalizacija cijelog područja. Posebno je bila aktualna eksploatacija velikih količina ukrajinskog prirodnog plina kojim je taj prostor Ukrajine obilovao i bio pretpostavljen za potrebe cjelog Sovjetskog Saveza.
Početkom Drugog svjetskog rata, tadašnji grad Staljino je imao populaciju od 507.000 stanovnika, a već nakon rata svega 175.000 stanovnika. Grad je u Drugom svjetskom ratu gotovo posve uništen. Za vrijeme sovjetskog lidera Nikite Hruščova grad je još jednom promijenio svoj službeni naziv i postao poznat kao Donjeck, prema rijeci Donec.
Godine 1965. osnovana je Donjecka znanstvena akademija koja je djelovala u sklopu Ukrajinske akademije znanosti. Godine 1970. Donjeck je stekao UNESCO-ovo priznanje za najčišći industrijski grad na svijetu, devet godina kasnije odlikovan je Orednom sovjetskog lidera Lenjina.
Gotovo svi stanovnici grada Donjecka često su proruske političke orijentacije prije svega jer je vlast Sovjetskog Saveza često ulagala velike količine novaca u razvoj grada (zapošljavanje) kao potencijalno velikog industrijskog središta s velikim količinama prirodnog plina i drugih prirodnih energenata u cjelokupnoj oblasti. 
Rukovodstvo grada Donjecka je do 2004. godine vrlo blisko surađivalo s političarima u prijateljskom gradu Moskvi i ta se suradnja s nešto manjim intenzitetom nastavila do danas. U 2009. godini ukrajinski nogometni klub Šahtar iz Donjecka osvojio je nogometnu titulu kup UEFA i time gradu donio nove simpatije kada je u pitanju europsko sportsko natjecanje.
2014. postao je glavni grad "Narodne Republike Donjeck" u okviru Novorusije. Trenutno je pod okupacijom pro-ruskih separatista. 

## Galerija slika grada Donjecka
- Gradska knjižnica u Donjecku
- Zgrada donjeckog Planetarija
- Pogled na jedan od manjih parkova u Donjecku
- Pogled na jedan od mostova na donjeckoj rijeci Kalmius
- Manja donjecka Katedrala Presvetog Trojstva
- Novije prijevozno sredstvo u Donjecku
- Donjecki spomenik antifašističkim borcima
- Šetalište u središtu Donjecka

## Vanjske poveznice
- Turistički vodič grada Donjecka (engl.)
- Smještaj u gradu Donjecku (hrv.)
- Informativna stranica grada Donjecka  Arhivirana inačica izvorne stranice od 27. lipnja 2009. (Wayback Machine) (rus.)